# 安柏 (原神)
安柏是米哈遊開發電子遊戲《原神》中的虛構角色，她是遊戲中虛構國家蒙德的西風騎士團所屬偵察騎士。角色最早出現在2018年開始連載的《原神》前傳漫畫中，是早期遊戲宣傳的招牌角色，也是2020年遊戲公測後，第一個加入玩家隊伍的角色。安柏的中文配音為蔡书瑾，日文配音為石見舞菜香，韓文配音為金延佑，英文配音為凯莉·巴斯金。

## 創作及設計
安柏在2018年開始連載的《原神》前傳漫畫中已經登場，之後也出現在2019年6月《原神》首部預告片中，及後她經常作為遊戲宣傳的招牌角色出現。在製作組的設定中，安柏是蒙德地區的西風騎士團所屬偵察騎士，擅長使用「風之翼」滑翔飛行，在當地滑翔比賽中三次獲得「飛行冠軍」，她在玩家隊伍中時滑翔飛行所消耗的體力會減少20%，這能幫助旅行者（玩家）探索遊戲中的世界。她的服飾是專門為冒險家而設計的，其冒險家身份標記性飾物就是護目鏡，角色自身的標誌性飾物是紅色的束成類似兔子耳朵的絲帶。米哈遊一直有利用安柏的偵察騎士身份，讓她擔任帶領旅行者探索遊戲世界「提瓦特大陸」的使者。安柏在2019年8月ChinaJoy上《原神》預告片中擔任主持人，負責介紹遊戲的畫面、玩法和世界觀，還預告之後的「璃月」地區，9月東京電玩展上米哈遊邀請了日本知名角色扮演者倉坂くるる扮演安柏協助遊戲的宣傳。2020年3月米哈遊發佈的「再临测试」前瞻宣傳片中，安柏承接上一個預告片，介紹璃月地區的風景和角色，2021年2月米哈遊也公佈了視頻的日文版，視頻取名為「安柏的提瓦特偵察記錄」。同年9月遊戲公測一週年的紀念影片中，安柏和遊戲另一個角色芭芭拉作為主持人，回歸過去一年遊戲中各種事情。
遊戲公測之後，安柏是玩家首個能免費入手的角色，在開始遊戲之初安柏就會自動加入玩家隊伍，她是一個火元素弓兵，也是玩家早期唯一能獲得的射手。在公測版本之前，安柏待機動畫有一段舞蹈的演出，以彰顯角色的充滿活力的形象，上線時這段演出已經刪除。2022年1月5日，米哈遊宣傳響應中國大陸的審核要求，對四個角色的外貌、立繪和相關過場動畫進行修改，其中就包括安柏。這是首次和遊戲劇情無關的服飾修改，新服飾在國際服作為獎勵，玩家可以自行替換角色服飾。角色的中文配音早期為牛奶君負責，到2021年遊戲1.4版本更換為蔡书瑾負責，新版本比舊版配音風格更為活潑。角色的日文配音是石見舞菜香，在聲演安柏之前她飾演的角色大多是跟隨者類型，她一度擔心自己能否勝任安柏這種領導型角色。英文配音則是凱莉·巴斯金，韓文配音則是金延佑。

## 作品中表現

### 角色故事
安柏是蒙德地區的西風騎士團所屬偵察騎士，也是騎士團中唯一的偵察騎士。她祖父是出身自璃月的傭兵統領，在一次護送商隊途中遭到魔物襲擊，只有他一人成功突圍，被西風騎士團所救。祖父羞於歸鄉，遂定居於蒙德並以報恩為由加入騎士團，還在團內組建了偵察騎士小隊。祖父在四年前突然離開騎士團，失去主心骨的偵察騎士小隊很快就分崩離析，唯有安柏留守。安柏自小就從祖父手上學習了各種探險的技巧，出任偵察騎士不久就遇到祖父離開，在騎士團內既有小看她年齡的人，也有認為她是叛逃者後人的人。直到在一次殲滅魔物的戰鬥中，安柏才以英勇的表現獲得騎士團同儕的認同。

### 角色玩法
玩家在開始遊戲之初，在導航角色派蒙指引下進入蒙德地區就會遇到安柏，安柏會臨時加入玩家隊伍，和玩家一起行動。在完成序章·第一幕「捕風的異鄉人」後，安柏會正式加入玩家的隊伍。她的普通攻擊方式有兩種，一種是快速的低傷害輸出射擊，另一種是蓄力射擊，這種攻擊帶有火元素效果，元素戰技是拋出「爆彈玩偶」轉移怪物的攻擊目標，玩偶過一段時間就爆炸並產生範圍的火元素傷害。元素爆發是射出一次帶有火元素的箭雨。

## 反響及評價

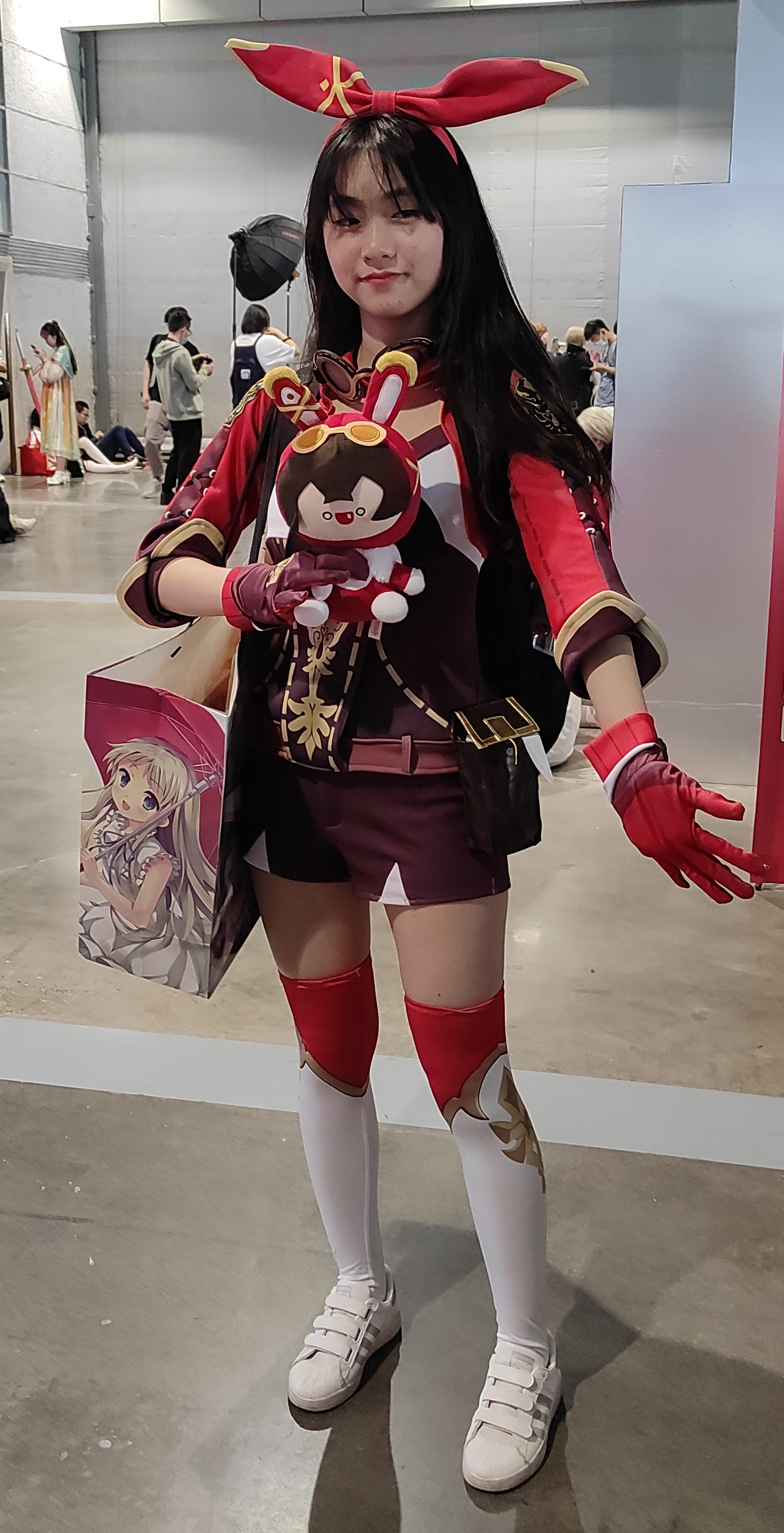
安柏的角色扮演者与她的兔兔伯爵。

安柏作為早期《原神》宣傳時的招牌角色和第一個加入玩家隊伍的角色，不少玩家因為她勇往直前的角色設計和開朗的性格成為她的粉絲，粉絲為角色製作表情包和迷因，一些角色扮演者和模特也會去扮演成安柏。部分商家推出安柏的相關商品，如日本的Bushiroad Creative推出安柏的手办，中外礦業推出安柏的趴趴玩偶和鑰匙圈。雖然角色在遊戲中的可玩性並不高，導致遊戲後期很少玩家使用這個角色，但是也有一些死忠的粉絲，PC Gamer曾報道有一名為Sorta的玩家，在遊戲中只培養安柏到最高等級，不使用其他角色進行遊戲。粉絲Sena曾為被冷落的安柏創造同人作品，呼籲其他玩家多關注安柏。
評論員對角色設計有正面的評價，遊戲日報編輯淖尔稱讚角色「非常软萌和可爱」，漫畫書資源網評論員也表示角色設計可愛及個性富有感染力。評論員安娜（Anna）在Game Rant發文稱讚角色活潑開朗，是一個討人喜歡的角色，她還認為角色的背景故事設計很有趣。
在角色玩法方面，評論員普遍認為安柏是遊戲中最弱的角色，角色的傷害輸出低，容易被其他角色取代。安東尼·普萊在Game Rant發文提到一些玩家認為她就像《寶可夢系列》裡面的秘傳學習器專用寶可夢，玩家通常只會在需要火元素時才會使用安柏，如使用火元素點燃攔路的荊棘群。普萊也批評角色技能效果平平，在探索時作用有限。另一個評論員也指出角色基礎屬性很低，元素戰技和元素爆發也不好用。部分評論員認為角色在遊戲早期作用很大，是玩家的一大助力，TheGamer評論表示角色的定位應該世界探索，而不是戰鬥，作為玩家早期能獲得的火元素弓兵角色，她的技能很適合用於解開遊戲中的謎題。